# Pbv 302
Pbv 302(スウェーデン語: Pansarbandvagn 302)はスウェーデンの高機動装甲兵員輸送車。スウェーデン陸軍の運用要求にあわせて開発された。エルンシェルツビクのへグランド(Hägglund and Söner、現BAE)に設計・製造された。1961年に就役し、1966年から1971年まで生産され、Pbv 301から更新された。1990年代からCV90に置き換えられ、2014年に退役した。

## 概要
Pbv302は広い軌道と高い出力重量比で優れた非整地機動性を持ち、低い接地圧によって夏の泥炭地や冬の雪の中での運用が可能となっている。ボルボ社製10リッター270馬力ディーゼルエンジンを搭載しており、乗員による多少の準備で水陸両用で運用することができる。
主武装として、退役したサーブ29から再利用されたイスパノ・スイザ804型20mm砲が砲塔に取り付けられていた。弾薬として、当初は給弾ベルトで連結された榴弾135発、あるい10発入り弾倉に充填された徹甲弾を用いていた。しかし給弾ベルト方式は維持作業が非常に多く戦闘時の取扱いが難しいと考えられたため、多目的弾薬用の30発入り弾倉に置き換えられた。
車両の重量は14トンで、指揮官・運転手・砲手の3人に加えて8人の兵士を輸送可能であった。標準的な場合、後方の両サイドのヒンジドアから降りての戦闘になるが、2枚の大型ルーフハッチを開放して車上から戦うことも可能であった。
路上での最大速度は時速65kmであり、同じく路上での行動距離は300kmである。

## 派生型
合計650両が生産され、おおむね以下のような派生型が存在する。
Pbv 302A
標準兵員輸送・歩兵戦闘車型
Pbv 302C
Pbv 302Aの改良型、追加装甲、強化されたサスペンション、より強いエンジンと空気状態を持つ。主に国連やKFORの作戦に使われる。
Stripbv 3021
大隊、旅団司令官や他の幹部用のC3I指揮車両
Epbv 3022
砲兵観測火器管制要員向けの前進観測車両。
Bplpbv 3023
自走砲中隊付属の砲兵中隊司令制御車両
Rlpbv 3024
無線通信を管理する通信車両
Pbv.302のシャーシを利用したものには以下のようなものがある。
Bgbv 82
装甲回収車
Brobv 941
架橋車両
Pbv 3026
医療搬送車両
Pbv.302のシャーシは水陸両用戦車のIkv 91と共通している。

## 運用国

### 調達予定国
ウクライナ
2024年5月29日、スウェーデン政府は、保有するPBV302の全在庫をウクライナに供与すると発表した。

### 過去の運用国
スウェーデン
2014年に退役し、Surf 90に置き換えられた。2023年時点で239両、2024年は172両を保有している。